# Ерано (Равена)
Ерано је насеље у Италији у округу Равена, региону Емилија-Ромања.
Према процени из 2011. у насељу је живело 225 становника. Насеље се налази на надморској висини од 57 м.